# Pachyticon brunneum
Pachyticon brunneum är en skalbaggsart som beskrevs av Thomson 1857. Pachyticon brunneum ingår i släktet Pachyticon och familjen långhorningar. Inga underarter finns listade i Catalogue of Life.